# Піщане (Троїцький район)
Піщане  (рос. Песчаное) — село у Троїцькому районі Челябінської області Російської Федерації.
Входить до складу муніципального утворення Піщане сільське поселення. Населення становить 1207 осіб (2010). Населений пункт розташований на землях українського культурного та етнічного краю Сірий Клин.

## Історія
Від 20 лютого 1924 року належить до Троїцького району Челябінської області.
Згідно із законом від 28 жовтня 2004 року органом місцевого самоврядування є Піщане сільське поселення.

## Населення
| 2002 | 2010  |
| ---- | ----- |
| 1388 | ↘1207 |